# St. Henry (Ohio)
St. Henry es una villa ubicada en el condado de Mercer en el estado estadounidense de Ohio. En el Censo de 2010 tenía una población de 2427 habitantes y una densidad poblacional de 567,58 personas por km².

## Geografía
St. Henry se encuentra ubicada en las coordenadas 40°25′13″N 84°38′1″O / 40.42028, -84.63361. Según la Oficina del Censo de los Estados Unidos, St. Henry tiene una superficie total de 4.28 km², de la cual 4.15 km² corresponden a tierra firme y (2.85%) 0.12 km² es agua.

## Demografía
Según el censo de 2010, había 2427 personas residiendo en St. Henry. La densidad de población era de 567,58 hab./km². De los 2427 habitantes, St. Henry estaba compuesto por el 99.13% blancos, el 0.08% eran afroamericanos, el 0% eran amerindios, el 0% eran asiáticos, el 0% eran isleños del Pacífico, el 0.62% eran de otras razas y el 0.16% pertenecían a dos o más razas. Del total de la población el 1.44% eran hispanos o latinos de cualquier raza.